# Levure en vinification

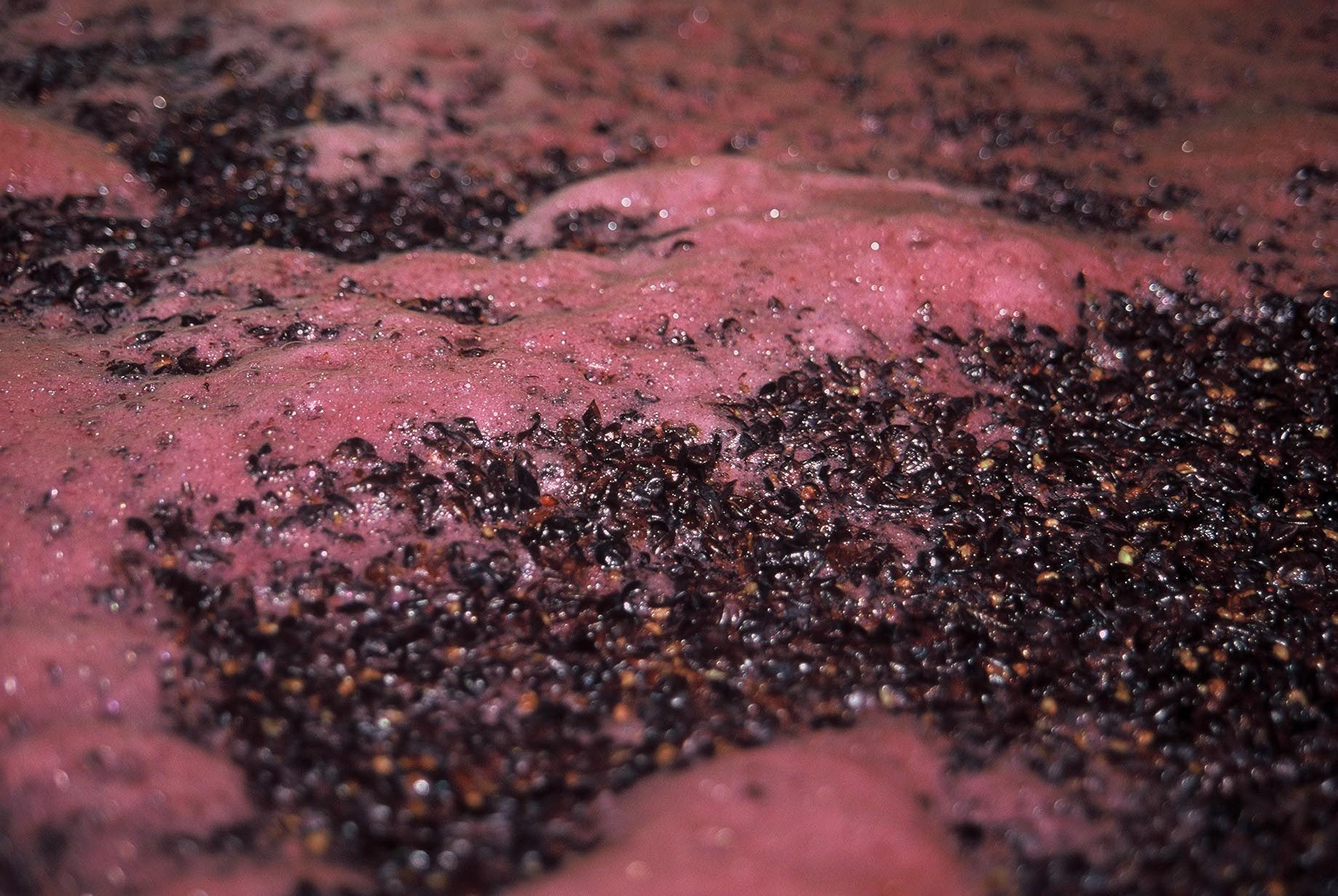
Fermentation alcoolique lors de la vinification. Lorsque les levures consomment le sucre du moût, elles produisent de l'éthanol et du dioxyde de carbone. Ce gaz forme des bulles dans la cuve et mousse à la surface.

Le rôle des levures en vinification est l'élément clé de la fermentation. Il permet de transformer le moût en vin.
Les levures transforment les sucres du raisin, principalement en éthanol et en dioxyde de carbone.
La levure retrouvée le plus couramment en vinification est Saccharomyces cerevisiae, favorisée par ses capacités de fermentation, sa tolérance à des niveaux relativement élevés d’alcool, et au dioxyde de soufre, et par sa capacité à se développer au pH du vin (de 2,8 et 4). Souvent inoculée par levurage, S. cerevisiae est rarement la seule espèce de levure impliquées dans la fermentation. Les raisins vendangés sont généralement vecteurs de levures indigènes variées, notamment d'autres souches de Saccharomyces , et d'autres genres, comme les Kloeckera apiculata et Candida vini, Pichia, Brettanomyces, etc.

## Histoire

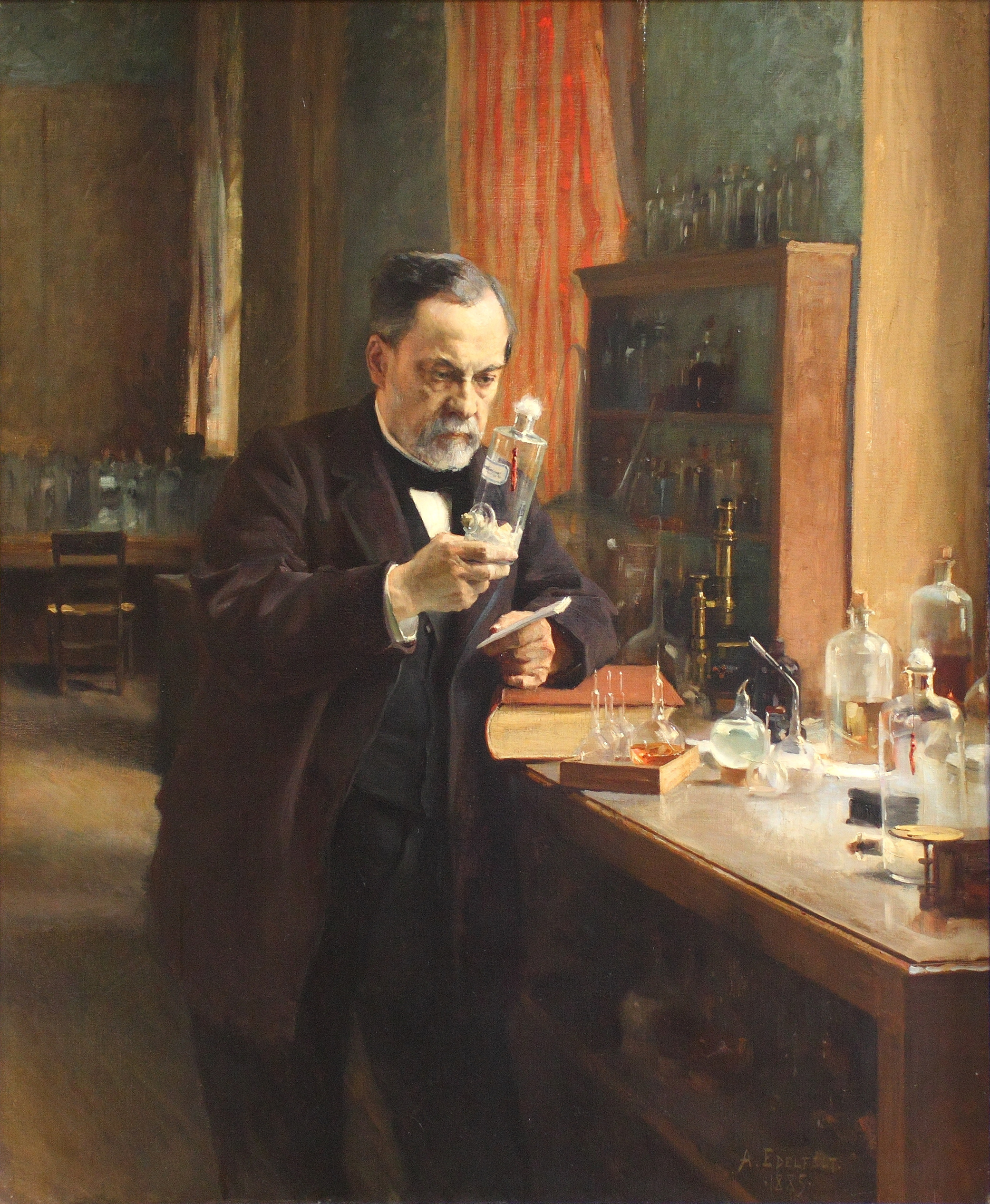
Le scientifique français Louis Pasteur a découvert le lien entre la levure microscopique et le processus de fermentation.

Pendant la majeure partie de l'Histoire du vin, les viticulteurs ne connaissent pas en détail le mécanisme qui convertit le jus de raisin, sucré, en vin, alcoolisé. Ils ont observé le processus de fermentation du vin qui a souvent été décrit comme « bouillant », « bouillonnant » ou « trouble », dû au dégagement de dioxyde de carbone qui donne au vin une apparence mousseuse et bouillonnante. Cet aspect est parvenu jusqu'aujourd'hui par l'étymologie latine du mot « fermentation », ferveō, qui signifie « bouillir ».
Au milieu du XIXe siècle, le gouvernement français charge Louis Pasteur d’étudier ce qui cause des défauts à certains vins. Son travail, qui le conduit plus tard à être considéré comme l'un des « pères de la microbiologie », permet de découvrir le lien entre les cellules de levure microscopiques et le processus de la fermentation. Pasteur découvre que la levure convertit les sucres contenus dans le moût en alcool et en dioxyde de carbone, mais les mécanismes exacts de l'accomplissement de cette tâche ne sont découverts qu'au XXe siècle par la voie Embden-Meyerhof-Parnas (ou glycolyse).
L'espèce de levure Saccharomyces cerevisiae est identifiée pour la première fois dans un texte œnologique de la fin du XIXe siècle, sous le nom de Saccharomyces ellipsoideus, en raison de la forme elliptique des cellules (en opposition à la forme circulaire). Au cours du XXe siècle, plus de 700 souches différentes de Saccharomyces cerevisiae sont identifiées. La plupart de ces souches présentent des différences mineures, mais on sélectionne aujourd'hui des souches en particulier pour certains types de vins ou adaptées à certains cépages. Parmi ces différences, on identifie leur vitesse de fermentation, leur tolérance à la température ou à l'alcool, et leur production de composés soufrés volatils (tel que l'hydrogène sulfuré) ou de composés arômatiques.

## Rôle dans la vinification

### Fermentation

En l'absence d'oxygène, les cellules de levure absorbent le pyruvate produit par la glycolyse et le réduisent en acétaldéhyde, lequel est ensuite réduit en « recharge » d'éthanol par les co-enzymes NAD + nécessaires aux divers processus métaboliques des levures.

Le rôle principal des levures est de convertir les sucres présents (à savoir le glucose) dans le moût de raisin en alcool. La levure accomplit cela en utilisant le glucose à travers une série de voies métaboliques qui, en présence d'oxygène, produisent non seulement de grandes quantités d'énergie pour la cellule, mais également de nombreux intermédiaires différents dont la cellule a besoin pour fonctionner. En l'absence d'oxygène (et parfois même en présence d'oxygène), la cellule poursuivra certaines fonctions métaboliques (comme la glycolyse) mais s'appuiera sur d'autres voies telles que la réduction de l'acétaldéhyde en éthanol (fermentation) pour « recharger » les coenzymes nécessaire pour maintenir le métabolisme. C'est grâce à ce processus de fermentation que l'éthanol est libéré par les cellules de levure en tant que déchet. En fin de compte, si les cellules de levure sont en bonne santé et que la fermentation est apte à se terminer, tous les sucres fermentables seront utilisés par la levure, seule le pentose non fermentable laissant derrière lui une quantité négligeable de sucre résiduel.
Plus il y a de sucres dans les raisins, plus le taux d'alcool potentiel du vin est élevé. Le processus complet produit un vin sec, sans sucres résiduels. On arrête parfois la fermentation plus tôt afin de laisser du sucre, et de la douceur dans le vin comme avec les vins liquoreux. Cela peut être réalisé en abaissant les températures de fermentation au point où la levure est inactive, en filtrant stérilement le vin pour éliminer la levure ou en la fortifiant avec de l'eau-de-vie ou des alcools neutres pour tuer les levures. Si la fermentation est involontairement bloquée, par exemple lorsque les levures ont épuisé les nutriments disponibles et que le vin n'a pas encore fini sa fermentation, c'est un arrêt de fermentation.

### Autres composés produits par les levures

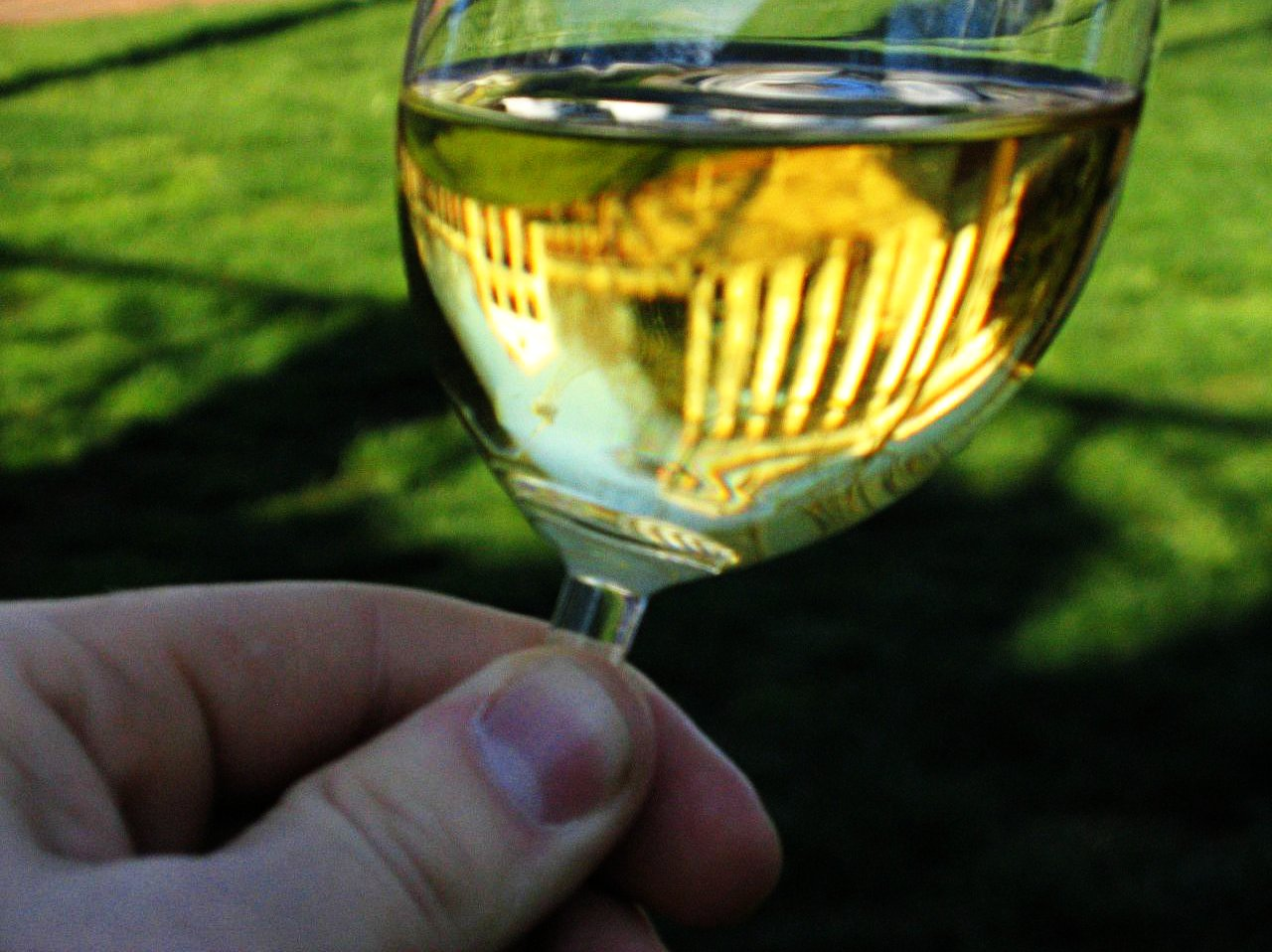
Si un Chardonnay a trop de notes « beurré » de diacétyle, les viticulteurs peuvent ajouter des levures fraîches au vin pour consommer le diacétyle et le réduire en 2,3-Butanediol ayant une odeur plus neutre.

Alors que la production d'alcool est le sous-produit le plus remarquable du métabolisme de la levure du point de vue de la vinification, il existe un certain nombre d'autres produits que les levures peuvent également influencer le vin résultant. Cela comprend le glycérol qui est produit lorsqu'un intermédiaire du cycle de glycolyse (dihydroxyacétone) est réduit pour « recharger » l'enzyme NADH nécessaire pour poursuivre d'autres activités métaboliques. Ceci est généralement produit tôt dans le processus de fermentation avant que les mécanismes de réduction de l'acétaldéhyde en éthanol pour recharger le NADH deviennent le principal moyen de la cellule pour maintenir l'équilibre oxydoréducteur. Comme le glycérol contribue à augmenter le corps du vin et un goût légèrement sucré sans augmenter la teneur en alcool, certains viticulteurs tentent de favoriser intentionnellement les conditions favorisant la production de glycérol dans le vin. Cela comprend la sélection de souches de levure qui favorisent la production de glycérol (ou la fermentation de certaines levures indigènes comme Kloeckera et Metschnikowia), une exposition accrue à l'oxygène et l'aération ainsi qu'une fermentation à des températures plus élevées. La production de glycérol est également encouragée si la plus grande partie de l'acétaldéhyde disponible n'est pas disponible en se liant aux molécules de bisulfite présentes dans le vin, mais nécessite une quantité importante de dioxyde de soufre (bien au-delà des limites légales) pour prolonger la production de glycérol au-delà de ces étapes de fermentation très naissantes.
Les autres sous-produits de la levure comprennent,:
- Dioxyde de soufre - toutes les levures œnologiques produisent des sulfites à des concentrations variées (de quelques mg/L à plusieurs dizaines de mg/L)[8],[9].
- Méthanol - Causé par la déméthylation des pectines dans le moût par les enzymes de la levure. Plus communément trouvé dans les vins rouges que le blanc mais seulement en très petites quantités entre 20 et 200 mg/L.
- Huiles de Fusel - Formées par la décomposition d'acides aminés par la levure. Ceci inclut le 2,3-Butanediol qui est formé par le diacétyle consommant de la levure, le composé qui donne au Chardonnay et aux autres vins un arôme de beurre, le réduisant d'abord à l'acétoïne, puis au 2,3-Butanediol à odeur neutre. Beaucoup de vignerons avec un vin trop « beurré » vont souvent lancer des cultures de levure fraîche dans la cuve qui ne fermente plus, afin que les levures consomment le diacétyle et réduise l'arôme[10].
- Acide succinique - Comme le glycérol, il se forme souvent au début de la fermentation. Généralement trouvé dans des concentrations de 500–1200 mg/L, il s'agit d'un acide mineur dans l'acidité globale du vin.
- Acide acétique - Considéré comme un composant principal de l'acidité volatile qui peut rendre un vin déséquilibré et trop acide. Bien que l'acide acétique soit le principal acide volatil produit par les levures, des traces d'acide butyrique, d'acide formique et d'acide propionique peuvent également se former en fonction de la souche de levure. La plupart des pays ont des lois sur le vin fixant la limite légale de l'acidité volatile, généralement exprimée en acide acétique, à 1200-2000 mg/L. L'acide acétique peut également conduire au développement de l'acétate d'éthyle, qui se caractérise par une odeur de « dissolvant de vernis à ongles ». Cependant, de petites quantités d'acide acétique sont réellement bénéfiques pour la levure car elles les utilisent pour synthétiser des lipides dans la membrane cellulaire[3].

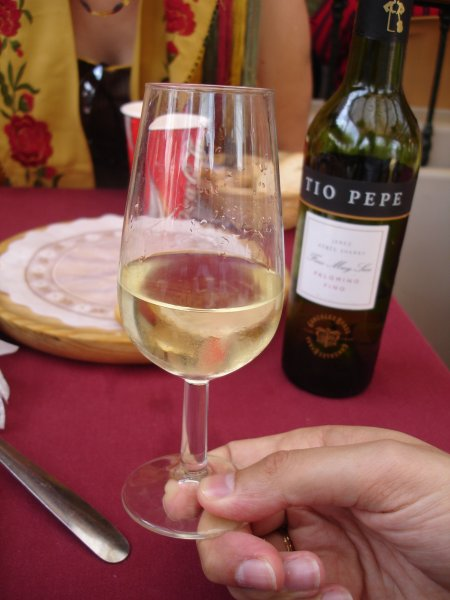
Les notes distinctives « aldéhydiques » des vins de Xérès sont dues à une levure spéciale originaire de la région viticole de Jerez.

- Acétaldéhyde - Bien que la plupart des produits à base d'acétaldéhyde soient réduits en éthanol ou liés à du dioxyde de soufre, des concentrations de 50 à 100 mg/L peuvent rester dans le vin. Les souches du voile de levure qui produisent le vin espagnol Xérès produiront des quantités plus élevées qui contribuent aux arômes « aldéhydiques » des Xérès. En présence d'oxygène, la levure peut reconvertir une partie de l'éthanol présent dans le vin en acétaldéhyde, créant ainsi des arômes oxydés[3].
- Sulfure d'hydrogène - Souvent produit par la levure pendant la fermentation en raison d'une carence en azote dans le moût. Cela peut être fait par une réduction des sulfates ou des sulfites disponibles dans le moût ou par la décomposition des cellules de levure mortes par d'autres levures qui libèrent des acides aminés contenant du soufre qui sont en outre décomposés par la levure. Ce dernier se produit souvent avec des vins qui sont en contact avec leurs lies pendant de longues périodes entre les soutirages. En présence d'alcool, le sulfure d'hydrogène peut réagir avec l'éthanol pour former des mercaptans éthyliques et des disulfures qui contribuent à éliminer les arômes et les défauts du vin. Certaines souches de levure commerciales, telles que Montrachet 522 sont connus pour produire des niveaux plus élevés de sulfures d’hydrogène que d’autres souches, en particulier si le moût présente des carences en nutriments[1].
- Acide pyruvique - Avec l’acétaldéhyde, ce composé peut réagir avec les anthocyanes extraites au contact des peaux de raisin pour créer un pigment coloré plus stable (pyranoanthocyanine) qui peut améliorer la couleur de certains vins rouges[3].
- Divers esters, cétones, lactones, phénols et acétals[6].

### Lies

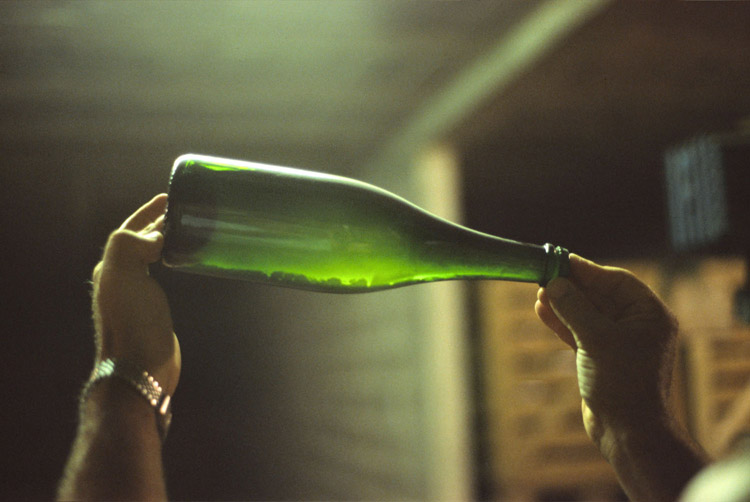
Les lies issues de la fermentation secondaire du vin mousseux sont visibles sur la face inférieure de la bouteille inspectée. Finalement, ce vin passera par le remuage afin de recueillir les lies dans le col, d'où elles seront enlevées avant le bouchage.

Lorsque les cellules de levure meurent, elles tombent au fond de la cuve de fermentation où elles se combinent avec des tartrates insolubles, des pépins de raisin, des fragments de peau et de pulpe pour former les lies.
Pendant la fermentation, le premier soutirage important élimine la majeure partie des cellules de levure mortes, désigné sous le nom de bourbes, par opposition aux lies fines, moins grossières, qui apparaissent lorsque le vin se stabilise et vieillit. Pendant la période où le vin est en contact avec les lies, un certain nombre de changements peuvent affecter le vin en raison de l'autolyse (ou autodestruction) des cellules de levure et par les conditions réductrices qui peuvent se développer si les lies ne sont pas aérées ou remuées (bâtonnage). La durée pendant laquelle le vin passe sur ses lies dépendra du style de vinification et du type de vin.
Le processus consistant à laisser le vin passer un certain temps au contact des lies a une longue histoire, car il est connu des Romains et décrit par Caton l'Ancien au IIe siècle av. J.-C.. Aujourd'hui, cette pratique est largement associée à tous les vins rouges fermentés en fût, comme le Muscadet, le Champagne et le Chardonnay produits dans de nombreuses régions viticoles du monde entier. Typiquement, lorsque les vins sont mis en contact avec leurs lies, ils sont régulièrement brassés afin de libérer les mannoprotéines, les polysaccharides et d'autres composés présents dans les parois et les membranes des cellules de levure. Cette agitation permet également d'éviter le développement de composés soufrés réducteurs tels que les mercaptans et le sulfure d'hydrogène qui peuvent apparaître si la couche de lies a plus de 10 cm d'épaisseur et reste inchangée pendant plus d'une semaine.
La plupart des bénéfices associés au contact entre les lies concernent l'influence sur le vin des mannoprotéines libérées lors de l'autolyse des cellules de levure. Composés principalement de mannose et de protéines, avec un peu de glucose, les mannoprotéines sont souvent liées à la paroi cellulaire de la levure par des composés aromatiques hydrophobes qui se volatilisent au fur et à mesure que la paroi cellulaire se décompose. Non seulement la libération de mannoprotéines apporte des modifications sensorielles au vin, mais elles peuvent contribuer à la stabilité des tartrates et des protéines, aider à améliorer le corps du vin et la sensation en bouche et diminuer la perception d'amertume et d'astringence des tanins.

### Fermentation secondaire
La production de champagne et de nombreux vins mousseux nécessite une seconde fermentation dans la bouteille afin de produire la carbonatation nécessaire au style souhaité. Une petite quantité de liquide sucré est ajoutée aux bouteilles individuelles, et la levure peut convertir celle-ci en davantage d'alcool et de dioxyde de carbone. Les lies sont ensuite concentrées dans le goulot de la bouteille, congelées puis expulsées sous la pression du vin carbonaté.

## Types de levures utilisés en vinification

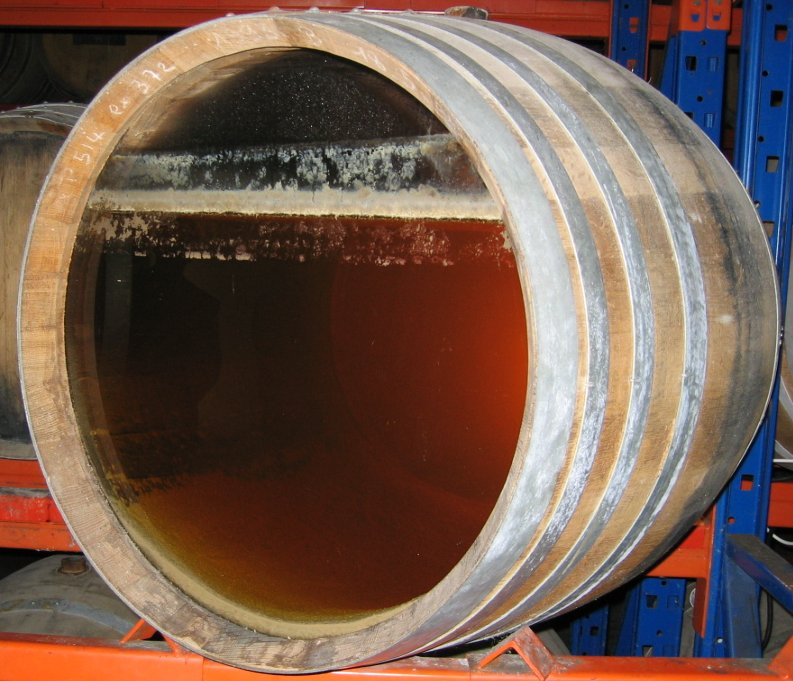
Voile de levure à la surface du vin dans un tonneau de vin jaune de la région viticole du Jura en France.

La taxonomie des levures comprend la classification des espèces de levure en fonction de la présence ou de l'absence d'une phase sexuelle. Par conséquent, certaines levures de vinification sont classées selon leur forme anamorphe asexuée (ou forme « imparfaite »), tandis que d'autres peuvent être classées selon leur téléomorphe sexuel (ou forme « parfaite »). Brettanomyces (ou « Brett ») en est un exemple courant, il est généralement décrit dans la littérature du vin et de la viticulture sous sa classification asexuée, bien que certains autres textes scientifiques et vinicoles peuvent décrire des espèces spécifiques (telles que Dekkera bruxellensis) sous sa classification sexuelle sporulante de Dekkera. Sauf indication contraire, cet article se référera généralement à la forme asexuée des levures.
La levure la plus commune associée à la vinification est Saccharomyces cerevisiae, également utilisée dans la fabrication du pain et le brassage de la bière. Parmi les autres genres de levure qui peuvent être impliqués dans la vinification (que ce soit de manière bénéfique ou en tant que cause de défauts potentiels du vin), on peut citer,:
- Brettanomyces (Téléomorphe Dekkera)
- Candida (Téléomorphes pour différentes espèces de plusieurs genres dont Pichia, Metschnikowia, Issatchenkia, Torulaspora et Kluyveromyces)
- Kloeckera (téléomorphe Hanseniaspora), levure indigène habituellement la plus répandue dans le vignoble. Certaines espèces sont connues sous le nom de « levure tueuse » qui produisent des niveaux inhibiteurs d'acétate d'éthyle et d'acide acétique pouvant tuer les souches sensibles de Saccharomyces cerevisiae[12].
- Saccharomycodes
- Schizosaccharomyces, la seule levure de vin qui se reproduit par fission alors que la plupart des levures de vin se reproduisent par bourgeonnement[5].
- Zygosaccharomyces, très tolérant à l'alcool et pouvant croître jusqu'à 18 % vol.. De plus, cette levure peut survivre dans des taux de sucre extrêmement élevés (jusqu'à 60 % p / p ou 60 Brix) et est très résistante au dioxyde de soufre[5].
- Aureobasidium, en particulier l'espèce Aureobasidium pullulans (appelée parfois « levure noire ») présente dans les caves humides et pouvant contaminer le vin vieillissant en barriques[5].

Ces levures commencent souvent le processus de fermentation dès que les raisins sont cueillis lorsque le poids des grappes dans les bacs de récolte commence à écraser les raisins, libérant ainsi le moût riche en sucre. Bien que des ajouts de dioxyde de soufre (souvent ajouté lors du foulage des raisins) puissent limiter certaines des activités de levures indigènes, ces levures meurent habituellement une fois que le taux alcoométrique atteint 15 % vol. environ, en raison de la toxicité de l'alcool sur la physiologie des cellules de levure, les espèces de Saccharomyces plus tolérantes à l'alcool prennent alors le relais. En plus de S. cerevisiae, Saccharomyces bayanus est une espèce de levure qui peut tolérer des taux d'alcool de 17 à 20 % vol. et qui est souvent utilisée dans la production de vin enrichi comme les Portos et les cépages telles que le Zinfandel et la Syrah récoltés à des niveaux élevés de sucre Brix. Brettanomyces est une autre levure commune impliquée dans la production de vin dont la présence dans un vin peut être considérée soit comme défaut, soit en quantité limitée, comme un aspect de complexité.

### Saccharomyces

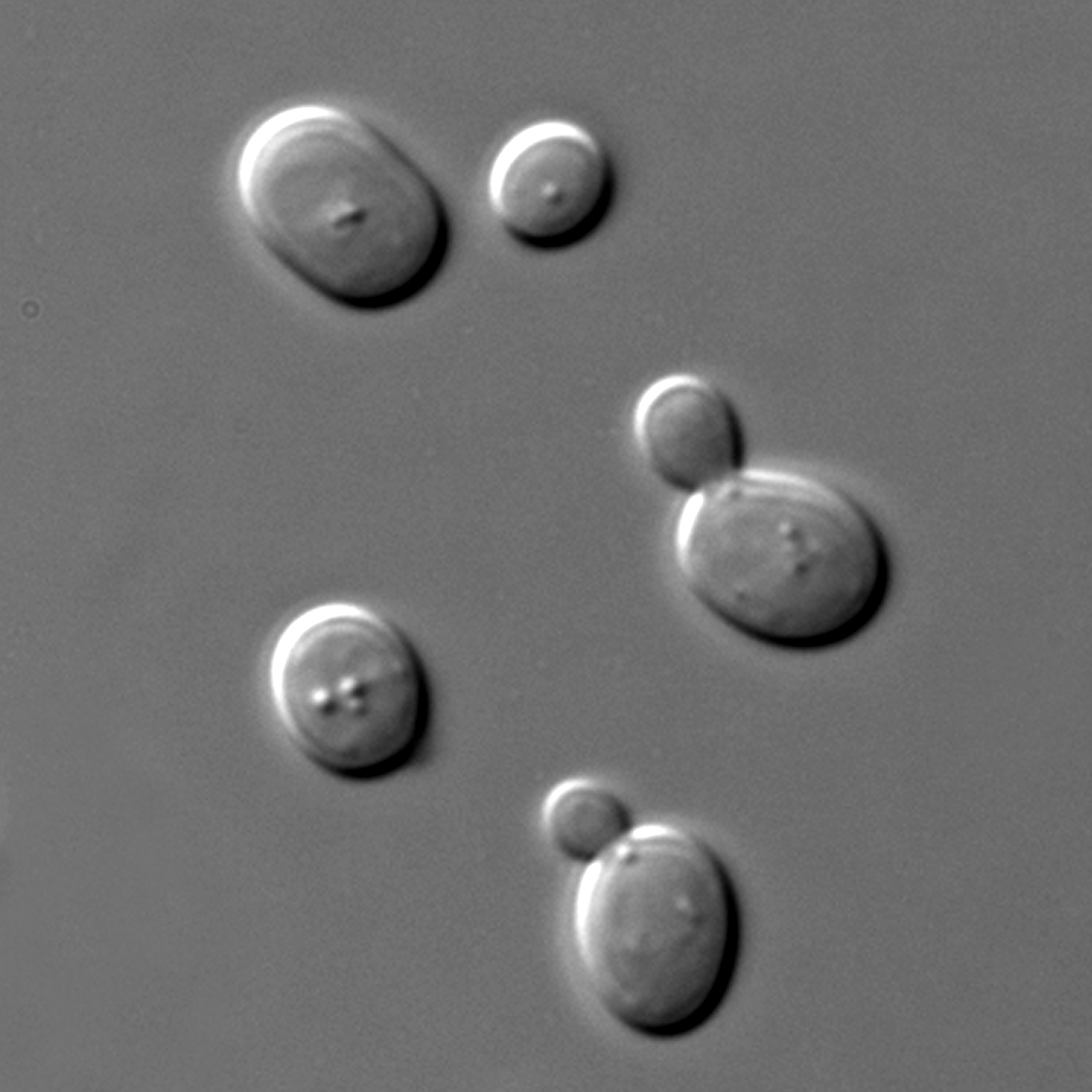
Saccharomyces cerevisiae, vu sous un microscope DIC (Differential Interference Contrast).

Le genre de levure Saccharomyces (moule en sucre) est privilégié pour la vinification (tant pour les raisins que pour les autres vins de fruits, en plus d'être utilisé en brasserie et en panification) en raison des attributs généralement fiables et positifs qu'il peut apporter au vin. Ces levures fermentent généralement facilement le glucose, le sucrose et le raffinose et métabolisent le glucose, le saccharose, le raffinose, le maltose et l'éthanol. Cependant, Saccharomyces ne peut pas fermenter ou utiliser des pentoses (tels que l'arabinose) qui sont généralement présents en petite quantité dans les vins en tant que sucres résiduels.
Outre Saccharomyces cerevisiae, d'autres espèces du genre Saccharomyces impliquées dans la vinification comprennent,,:
- Saccharomyces bayanus
- Saccharomyces beticus
- Saccharomyces fermentati
- Saccharomyces paradoxus
- Saccharomyces pastorianus
- Saccharomyces uvarum

### Influences de différentes souches sur la fermentation

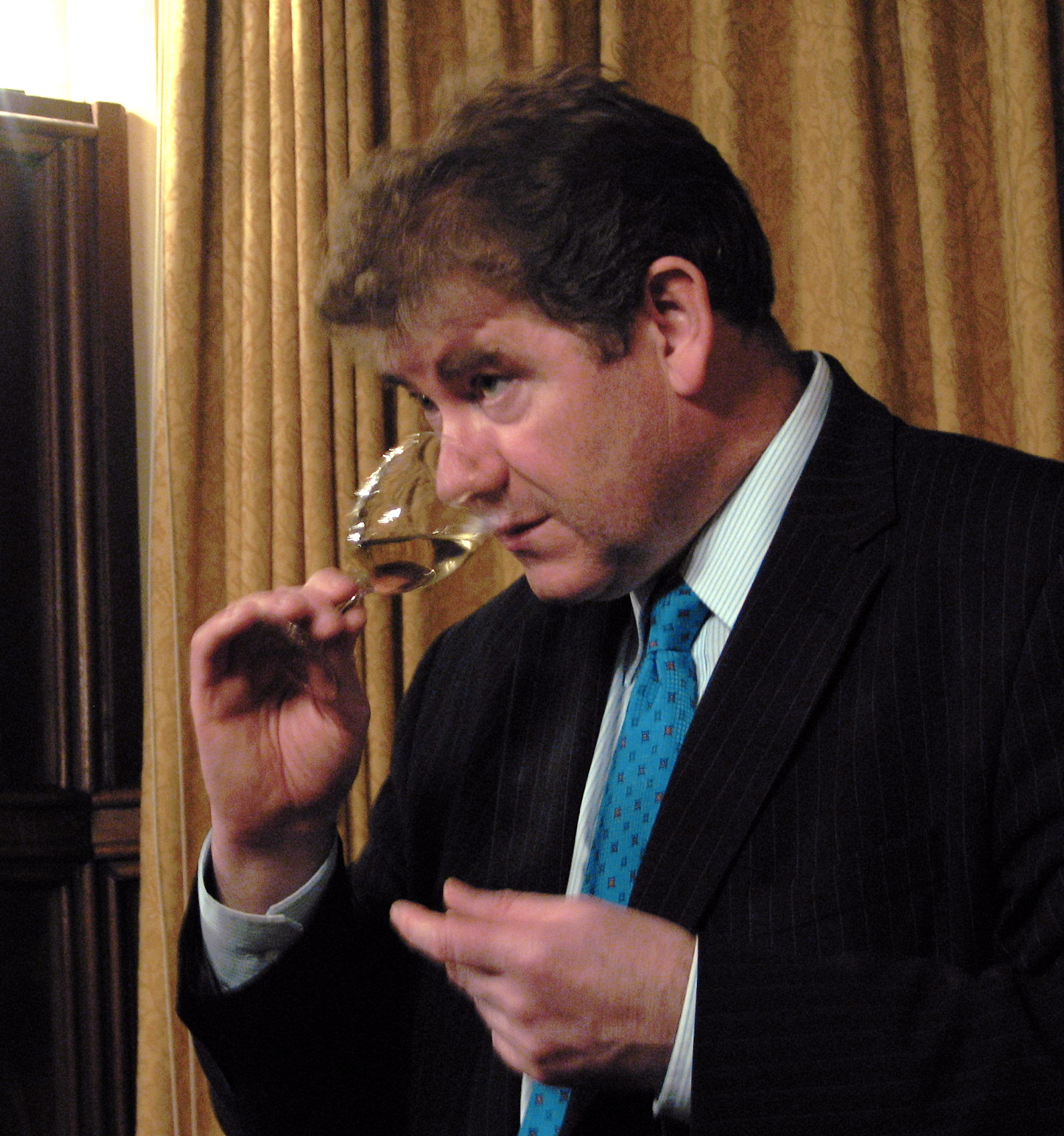
Alors que certaines souches de levure peuvent influencer les caractéristiques sensorielles et les arômes du vin jeune, ces différences semblent disparaître avec le vieillissement du vin.

En 1996, Saccharomyces cerevisiae a été le premier organisme eucaryote unicellulaire dont la totalité du génome a été séquencé. Ce séquençage a permis de confirmer le travail de près d'un siècle réalisé par les mycologues et les œnologues pour identifier différentes souches de Saccharomyces cerevisiae utilisées dans la bière, le pain et la vinification. Aujourd'hui, plusieurs centaines de souches différentes de S. cerevisiae ont été identifiées.Toutes les souches ne conviennent pas à la vinification et même parmi les souches, les vignerons et les scientifiques s'interrogent sur l'ampleur réelle des variations entre les différentes souches et leur impact potentiel sur le vin. Même parmi les variétés avec lesquelles on observe des différences sur les vins jeunes, celles-ci semblent disparaître et devenir moins distinctives à mesure que les vins vieillissent.
Parmi les différences notables entre les différentes souches, on peut citer la production de certaines faux-gouts et certains arômes qui peuvent être temporaires (mais qui produisent une « fermentation puante ») ou qui peuvent rester avec le vin et doivent être traités par d'autres moyens de vinification (tels que comme la présence de composés soufrés volatils comme l'hydrogène sulfuré) ou rendre un vin défectueux. Une autre différence rencontrée est la « vigueur » ou la vitesse de la fermentation (pouvant également être influencée par d’autres facteurs que la sélection des levures) avec certaines souches de levure ayant tendance à faire des « ferments rapides » tandis que d’autres peuvent prendre plus de temps.
Une autre différence moins mesurable qui fait l'objet de plus de débats et de questions sur la préférence des vignerons est l'influence de la sélection des souches sur les arômes variétaux des cépages tels que le Sauvignon blanc et le Sémillon. On pense que ces thiols peuvent être influencés par l'hydrolyse de certains composés liés à la cystéine par des enzymes plus répandues dans certaines souches. D'autres variétés aromatiques telles que le Gewürztraminer, le Riesling et le Muscat peuvent également être influencées par des souches de levure contenant des taux élevés des enzymes glycosidases capables de modifier les monoterpènes. De même, bien que potentiellement dans une moindre mesure, d'autres enzymes pourraient être influencées par les enzymes hydrolytiques agissant sur les composés aliphatiques, les norisoprénoïdes et le benzène tels que les polyphénols présents dans le moût.
Dans la production de vin mousseux certains vinificateurs sélectionnent des souches (comme les souches Épernay, du nom de la ville de la région Champenoise en France, et de Californie Champagne, également connu sous le nom UC-Davis souche 505) qui sont réputées pour bien floculer, ce qui permet d'enlever facilement les levures mortes par remuage et dégorgement. Dans la production des Xérès, le voile de levure à la surface du vin, appelé « flor », est utilisé pour créer le style distinctif des Xérès fino et Manzanilla et provient de différentes souches de Saccharomyces Cerevisiae, bien que la levure commerciale disponible pour l'inoculation soit souvent issue de différentes espèces de Saccharomyces, comme Saccharomyces beticus, Saccharomyces fermentati et Saccharomyces bayanus,,.

## Levures indigènes et fermentation spontanée

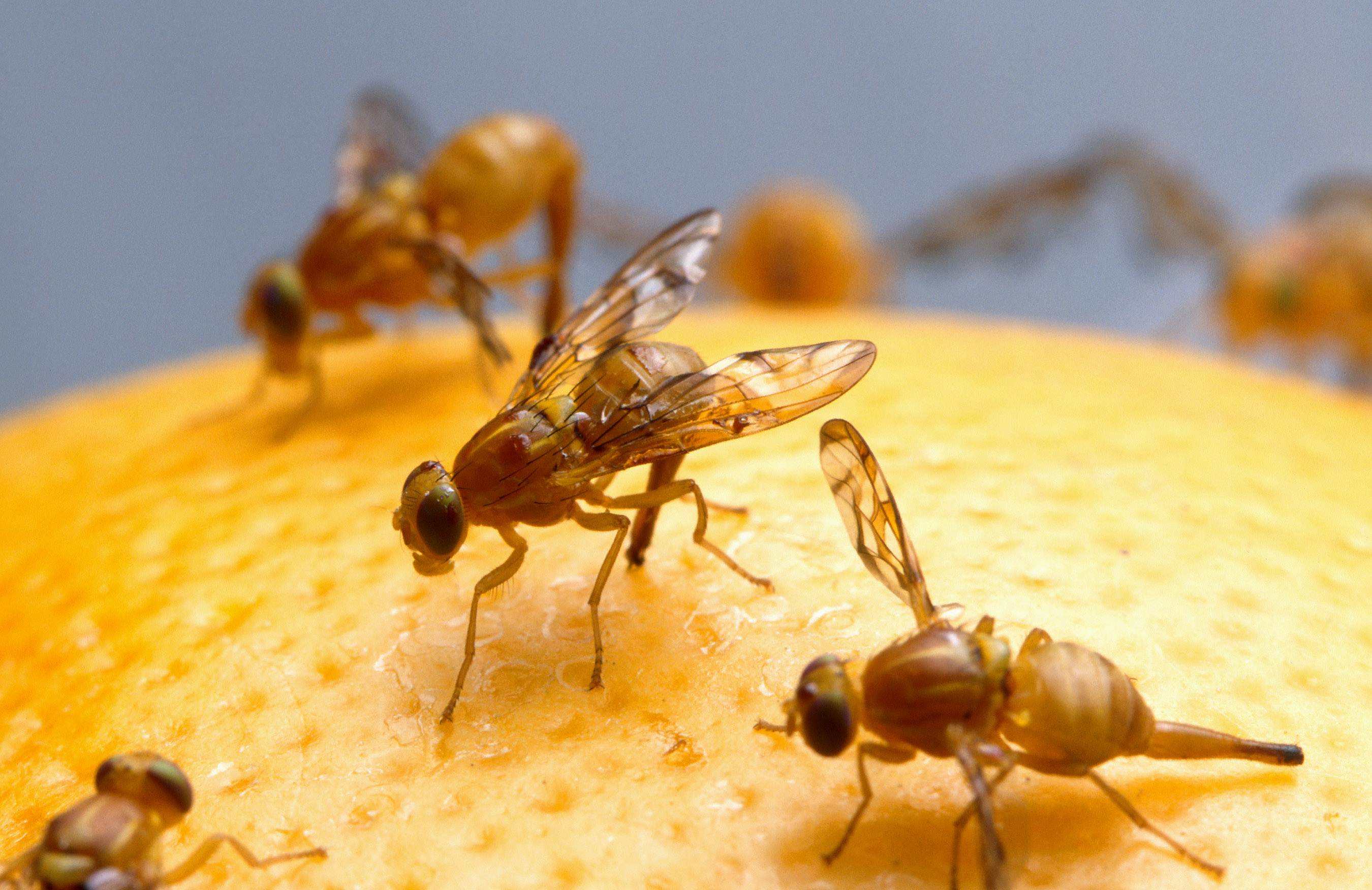
Les drosophiles propagent les souches de levures, ambiantes ou indigènes, dans les établissements vinicoles.

En vinification, le terme levure indigène a plusieurs significations. Dans son aspect le plus fondamental, il s’agit de levure issue d’une souche de culture et n’ayant pas été introduite dans le moût par inoculation intentionnelle. Au lieu de cela, ces « levures indigènes » entrent souvent en contact avec le moût par leur présence sur les équipements de récolte, les bacs de transport, en surface de l'équipement de vinification et au sein de la flore naturelle d'une cave. Très souvent, il s'agit de souches de Saccharomyces cerevisiae qui ont colonisé ces lieux au fil des années, parfois introduites par inoculation de millésimes antérieurs. Dans ce contexte, ces levures indigènes sont souvent appelées levures ambiantes, indigènes ou naturelles, par opposition aux levures inoculées, sélectionnées ou cultivées. Les établissements vinicoles qui comptent souvent uniquement sur ces variétés « maison » commercialiseront parfois leurs vins comme étant le produit de fermentations indigènes ou naturelles. On trouve dans le Nanfang caomu zhuang (vers 304) la description la plus ancienne de vinification utilisant un « ferment herbacé » (cǎoqū草 麴), une levure indigène issue du riz et de diverses herbes, y compris la toxique Gelsemium elegans (yěgé冶 葛),.
Une autre utilisation du terme « levure indigène » fait référence aux genres de levures non Saccharomyces présents dans le vignoble, à la surface des vignes et des raisins eux-mêmes. Entre 160 et 100 000 unités de levures indigènes par groupe de colonies pourraient exister dans un vignoble typique. Ces levures peuvent être transportées par les courants d'air, les oiseaux et les insectes à travers le vignoble et même dans la cave (avec les mouches des fruits). Les levures indigènes les plus communes trouvées dans le vignoble proviennent des genres Kloeckera, Candida et Pichia, l’espèce Kloeckera apiculata étant de loin l’espèce la plus dominante. Saccharomyces cerevisiae, elle-même, est en réalité très rarement trouvée dans le vignoble ou à la surface des raisins fraîchement récoltés, à moins que la cave réintroduise fréquemment des déchets de cave (tels que lies et marc) dans le vignoble.
Contrairement aux levures indigènes « ambiantes » de Saccharomyces, ces genres de levures indigènes ont une tolérance très faible à la fois à l'alcool et au dioxyde de soufre. Elles sont capables de démarrer une fermentation et commencent souvent ce processus dès la récolte lorsque les grappes de raisin sont légèrement écrasées sous leur propre poids. Certains viticulteurs essaieront de « neutraliser » ces levures avec des doses de dioxyde de soufre, le plus souvent lors de l'égrappage avant que les raisins soient pressés ou laissés macérer avec le contact avec la peau. D'autres vignerons peuvent permettre aux levures indigènes de continuer à fermenter jusqu'à ce qu'elles succombent à la toxicité de l'alcool qu'elles produisent et qui se situe souvent entre 3 et 5 % d'alcool en volume et en laissant ensuite les souches de Saccharomyces inoculées ou « ambiantes » terminer la fermentation.

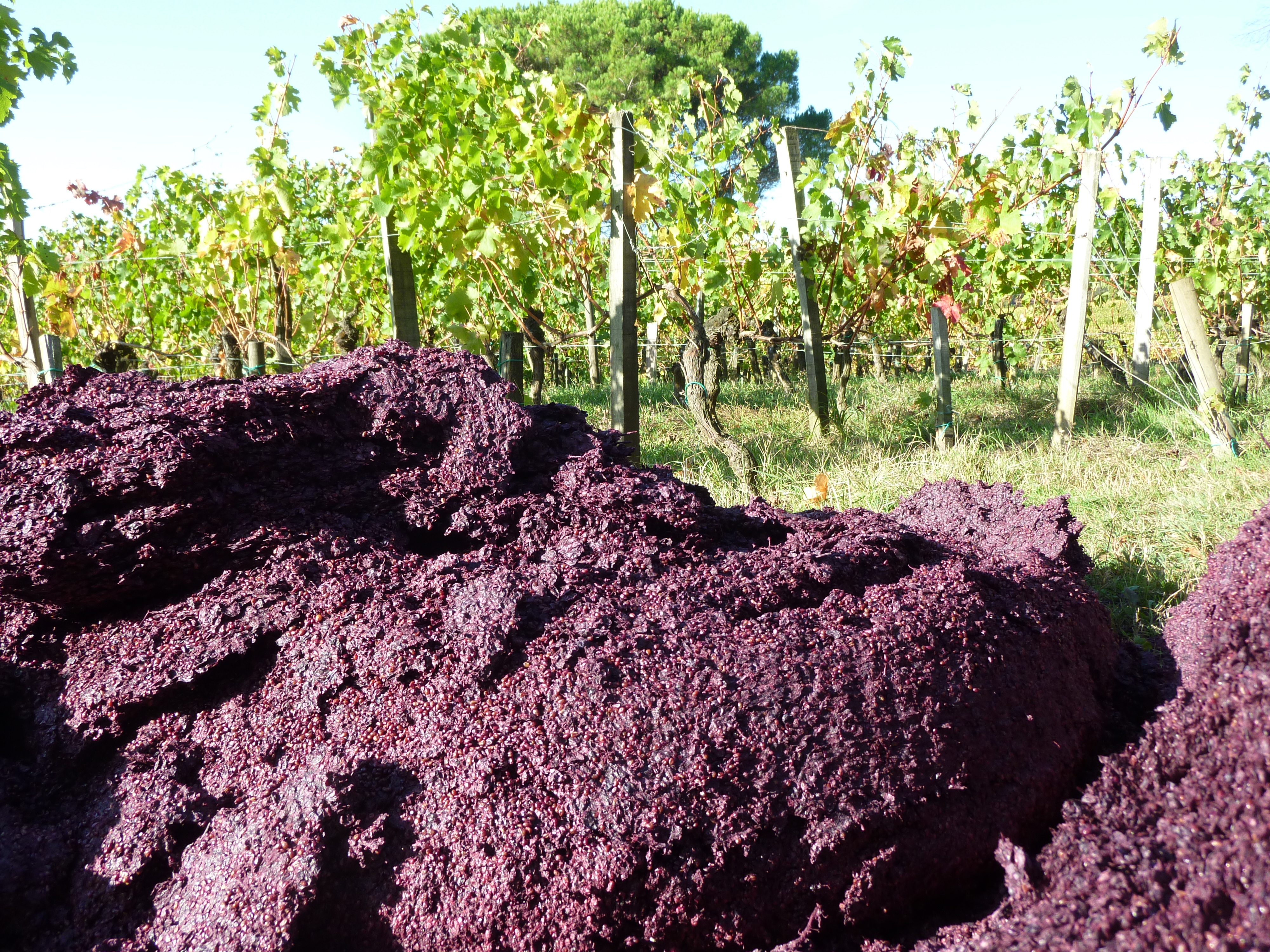
Les établissements vinicoles qui souhaitent cultiver une souche de levure ambiante « interne » recycleront souvent dans le vignoble les restes de moût des millésimes précédents en tant que compost.

L'utilisation de levures indigènes « ambiantes » et non-Saccharomyces comporte des avantages et des risques. Certains viticulteurs estiment que l'utilisation de levure résidente / indigène contribue à l'expression unique du terroir dans le vin. Dans les régions viticoles telles que Bordeaux, les propriétés classées et très réputées vanteront souvent la qualité de leurs souches « château » résidentes. Pour cela, les établissements vinicoles prennent souvent les restes de marc et de lies de la vinification et les renvoient dans le vignoble pour en faire du compost afin d'encourager la présence soutenue de souches favorables. Mais en comparaison des levures inoculées, ces levures ambiantes présentent un risque de fermentation plus imprévisible. Non seulement cette imprévisibilité pourrait inclure la présence de faux gouts et d'arômes désagréables et une acidité volatile plus élevée, mais également la possibilité d'une fermentation bloquée si les souches de levures indigènes ne sont pas suffisamment vigoureuses pour convertir tous les sucres complètement.
Il est pratiquement inévitable que les levures indigènes non-Saccharomyces jouent un rôle dans le démarrage de la fermentation de presque tous les vins, mais dans les établissements qui choisissent de laisser ces levures continuer à fermenter au lieu de minimiser leur influence, cela est fait avec l'intention d'améliorer la complexité grâce à la biodiversité.
Alors que ces non-Saccharomyces fermentent le glucose et le fructose en alcool, ils ont également le potentiel de créer d'autres intermédiaires susceptibles d'influencer le profil aromatique du vin. Certains de ces intermédiaires pourraient être positifs, tels que le phényléthanol qui peut donner un arôme de rose.Cependant, comme pour les levures ambiantes, les produits de ces levures peuvent être très imprévisibles, notamment en ce qui concerne les types de saveurs et d'arômes que ces levures peuvent produire.

## Levure inoculée

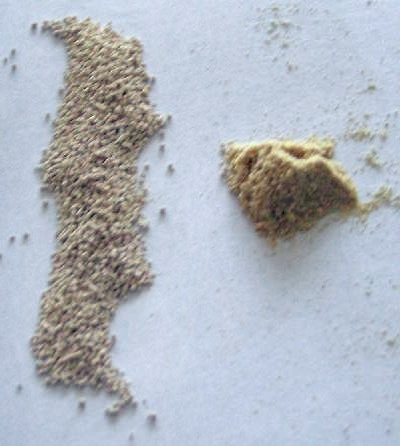
Certains vinificateurs privilégient l'utilisation de levures de culture lyophilisées (à gauche) et de nutriments pour levures (à droite) pour la prévisibilité relative que cela apporte en début et en fin de fermentation.

Lorsque les viticulteurs choisissent une souche de levure de culture, cela est en grande partie dû au fait que le vigneron souhaite une fermentation prévisible, menée à terme par une souche qui a fait ses preuves. Parmi les considérations particulières souvent importantes pour les viticulteurs, on peut citer la tendance des levures à:
- Commencer rapidement la fermentation, en concurrence avec d'autres « levures indigènes » pour les nutriments contenus dans le moût
- Utiliser complètement tous les sucres fermentables avec un taux de conversion du sucre en alcool prévisible
- Avoir une tolérance à l'alcool jusqu'à 15 % ou même plus selon le style de vinification
- Avoir une tolérance élevée au dioxyde de soufre mais une faible production de composés soufrés tels que le sulfure d'hydrogène ou le sulfure de diméthyle
- Produire une quantité minimale de résidus de pyruvate, d'acide acétique et d'acétaldéhyde
- Produire un minimum de mousse pendant la fermentation, ce qui peut créer des difficultés pour la gestion des bouchons pendant la macération ou provoquer l'expulsion des bouchons lors de la fermentation en barrique.
- Avoir des niveaux élevés de floculation et de compactage des lies afin de faciliter le soutirage, le collage, la clarification et la stabilisation du vin.

Les levures inoculées sont des souches de Saccharomyces cerevisiae qui ont été identifiées et utilisées dans des établissements vinicoles du monde entier (notamment des producteurs de régions vinicoles bien connues telles que Bordeaux, Bourgogne, Napa Valley et Barossa Valley). Ces souches sont testées en laboratoire afin de déterminer leur vigueur, leur tolérance au dioxyde de soufre et à l'alcool, leur niveau de production d'acide acétique et de composés soufrés, leur capacité à refermenter (positif pour les vins effervescents, mais négatif pour les vins en vendange tardive), leur capacité à développer un voile de surface sur le vin (positif pour certains styles de Xérès mais un attribut négatif pour de nombreux autres vins), leur aptitude à améliorer la couleur du vin ou certaines caractéristiques variétales par des enzymes contenus dans les cellules de levure et par d'autres produits métaboliques produits par la levure, leur tendance à la floculation et à la formation de mousse, leur propriété levuricide (un trait connu sous le nom « tueur de levure ») et leur tolérance aux carences nutritionnelles dans un moût susceptible de conduire à une fermentation bloquée.

### Réhydratation de levures sèches actives

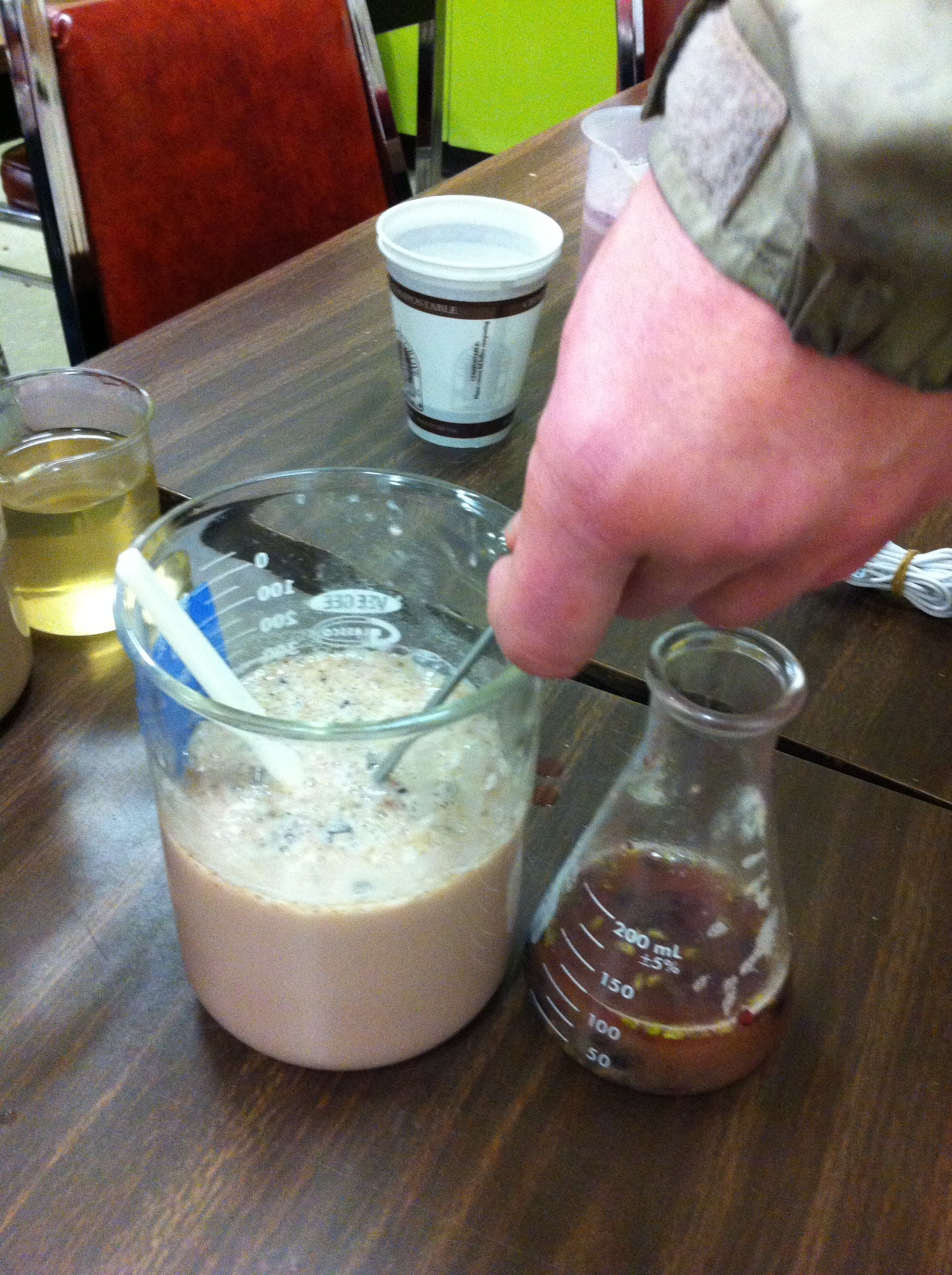
Préparer une culture de levure et refroidir progressivement la culture à la température du moût en ajoutant du vin.

Les levures cultivées en laboratoire sont souvent lyophilisées et conditionnées pour un usage commercial. Avant leur ajout au moût, ces levures doivent être réhydratées dans des « cultures de départ » qui doivent être surveillées avec soin (en particulier en ce qui concerne la température) pour s'assurer que les cellules de levure ne sont pas éliminées par hydrocution. Idéalement, les viticulteurs souhaitent ajouter suffisamment d'inoculum pour avoir une densité de population de cellules viables de 5 millions de cellules par millilitre. La quantité exacte de culture lyophilisée varie selon le fabricant et la souche de levure, mais elle est souvent d'environ 25 grammes pour 100 litres. Les vins qui pourraient présenter une fermentation potentiellement problématique (comme les vendanges tardives ou les vins botrytisés à teneur élevée en sucre) peuvent contenir davantage de levure.
De même, les procédures de réhydratation varieront également en fonction du fabricant et de la cave. La levure est souvent inoculée dans un volume d'eau ou de moût de raisin qui représente 5 à 10 fois le poids des levures sèches. Ce liquide est souvent amené à la température de 40 °C avant l'introduction des levures (bien que certaines souches de levures puissent avoir besoin d'une température inférieure à 38 °C) pour permettre aux cellules de se disperser facilement plutôt que de s'agglomérer et de couler au fond du conteneur. L'activation thermique permet également aux cellules de rétablir rapidement leur barrière membranaire avant que les composants cytoplasmiques solubles ne s'échappent de la cellule. La réhydratation à des températures plus basses peut grandement réduire la viabilité des levures avec jusqu'à 60 % de mort cellulaire si la levure est réhydratée à 15 °C. La culture est ensuite agitée et aérée pour incorporer de l'oxygène dans la culture que la levure utilise dans la synthèse des « facteurs de survie » nécessaires.
La température de la culture de départ est alors lentement réduite, souvent par l'ajout graduel de moût pour se situer entre 5 et 10 °C du moût auquel la culture sera ajoutée. Ceci est fait pour éviter l'hydrocution soudaine que les cellules de levure peuvent éprouver si la culture de départ était ajoutée directement au moût lui-même et qui peut tuer jusqu'à 60 % de la culture. De plus, les cellules survivantes exposées au choc thermique ont tendance à subir une augmentation de la production de sulfure d'hydrogène.

## Besoins nutritionnels des levures

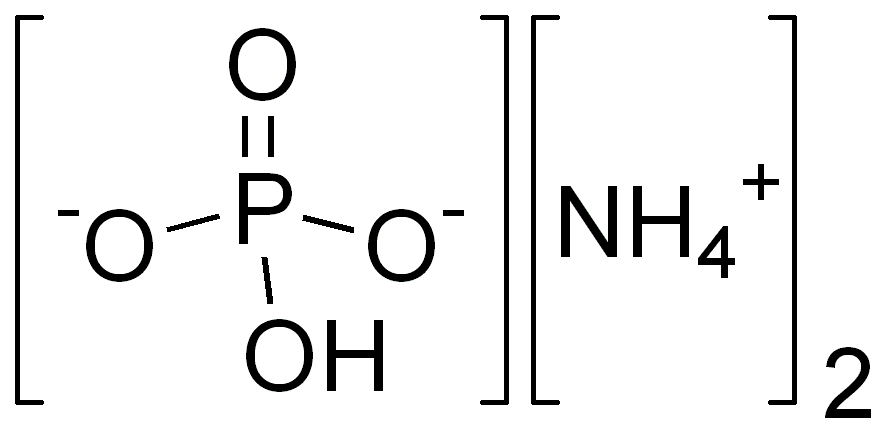
Le phosphate diammonique (ou DAP) est un additif commun qui fournit deux nutriments nécessaires à la levure pour assurer une fermentation saine et durable: l'azote et le phosphate.

Afin de mener à bien une fermentation avec un minimum ou aucun attribut négatif ajouté au vin, la levure doit répondre à tous ses besoins nutritionnels. Celles-ci comprennent non seulement une source d'énergie disponible (carbone sous forme de sucres comme le glucose) et de l'azote assimilable par la levure (ammoniac et acides aminés), mais aussi des minéraux (comme du magnésium) et des vitamines (telle que thiamine et riboflavine) comme facteurs importants de croissance et de survie. Parmi les autres besoins nutritionnels des levures, on a:
- Phosphate - utilisé pour la production d'acides nucléiques, de phospholipides (un composant important de la membrane cellulaire) et de l'ATP (adénosine triphosphate que la cellule utilise pour transférer de l'énergie pour le métabolisme).
- Potassium - important pour l'absorption et l'utilisation du phosphate
- Biotine - impliquée dans la synthèse des protéines, des acides gras et des acides nucléiques.
- Acide pantothénique - impliqué dans le métabolisme des sucres et des lipides. Une carence de cette vitamine peut entraîner une augmentation de la production de sulfure d’hydrogène avec des arômes désagréables dans le vin résultant.
- Acide nicotinique - impliqué dans la synthèse de la nicotinamide adénine dinucléotide (NAD +), une coenzyme importante dans le maintien de l’équilibre oxydoréducteur de la cellule et dans le processus même de fermentation de l’éthanol.
- Inositol - impliqué dans les molécules messagers secondaires qui facilitent la division cellulaire.
- Des traces de calcium, de chlore, de cuivre, de fer, de manganèse et de zinc pour assurer le bon fonctionnement des cellules.

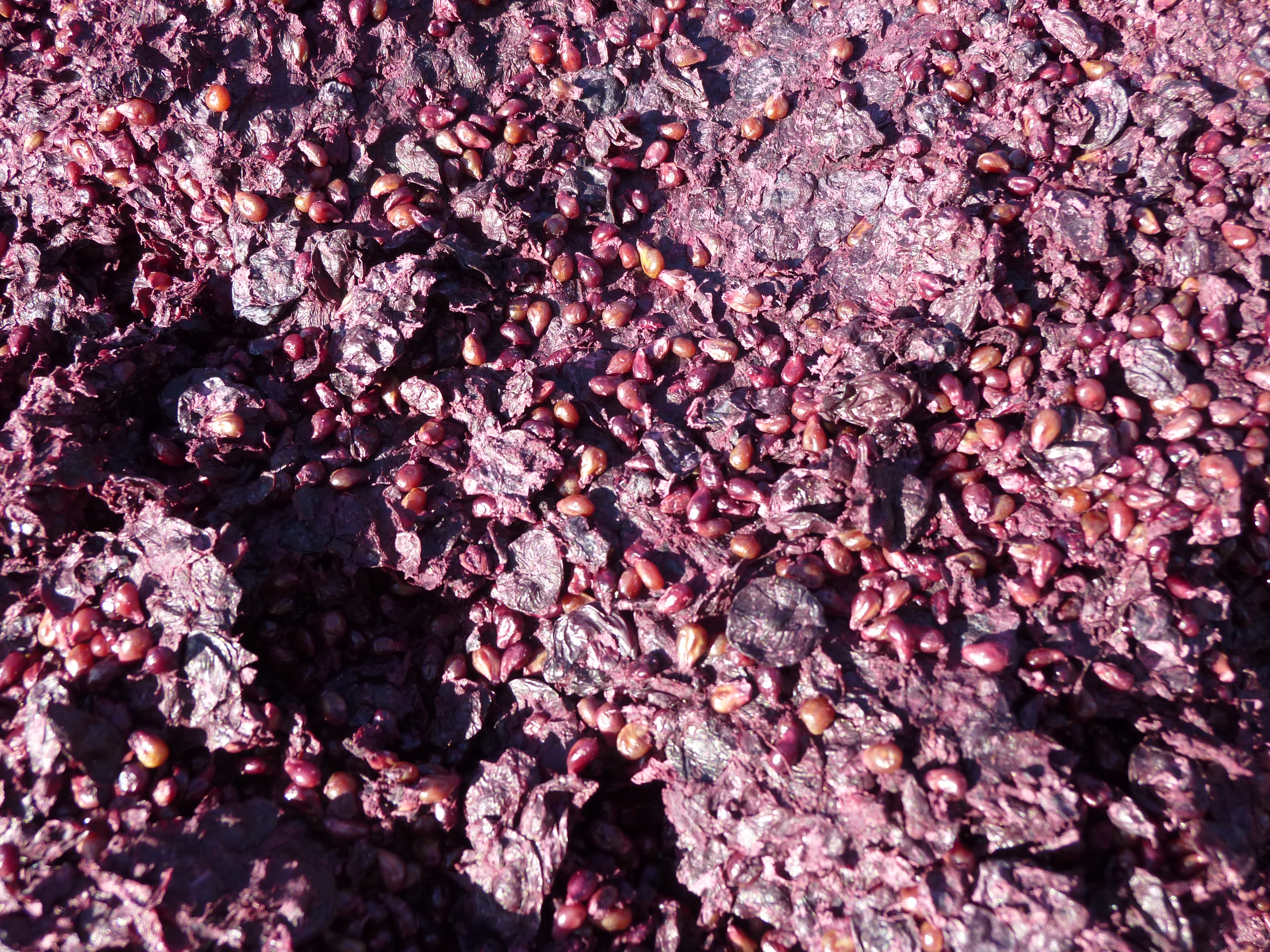
Une méthode traditionnelle pour fournir des nutriments à la levure est la méthode de ripasso dans laquelle les restes de peaux de raisin et de marc (photo) d'une fermentation précédente sont ajoutés à un vin en cours de fermentation.

Beaucoup de ces nutriments sont disponibles dans le moût et la peau du raisin eux-mêmes, mais sont parfois complétés par des additifs tels que le phosphate diammonique (DAP), des oligoéléments lyophilisés (tels que Go-Ferm et Ferm-K) et même les restes des cellules de levure mortes ou extraites, de sorte que la levure en fermentation puisse se décomposer pour trouver l'azote et les nutriments disponibles. Une méthode traditionnelle de vinification encore pratiquée dans certaines régions viticoles italiennes est la méthode ripasso consistant à ajouter les restes du marc de pressage d'autres vins dans un lot de vin nouvellement fermenté comme source de nourriture supplémentaire pour la levure.
Saccharomyces cerevisiae peut assimiler l'azote des formes inorganiques (ammoniac et ammonium) et organiques (acides aminés, en particulier l'arginine). À mesure que les cellules de levure meurent, les enzymes au sein des cellules commencent à s'autolyser en décomposant la cellule, y compris les acides aminés. Cette autolyse de la cellule fournit une source d'azote disponible pour les cellules de levure encore fermentaires et viables. Cependant, cette autolyse peut également libérer des composés liés au soufre (tels que la dégradation de l'acide aminé cystéine) qui peuvent se combiner avec d'autres molécules et réagir avec l'alcool pour créer des thiols volatils pouvant contribuer à une « fermentation puante » ou à un développement ultérieur de divers défauts du vin.

### Le rôle de l'oxygène
Les levures sont des anaérobies facultatifs, ce qui signifie qu'elles peuvent exister à la fois en présence et en l'absence d'oxygène. Alors que la fermentation est traditionnellement considérée comme un processus anaérobie effectué en l'absence d'oxygène, l'exposition précoce de la levure à l'oxygène peut être un élément essentiel à la réussite de cette fermentation. En effet, l'oxygène joue un rôle important dans la synthèse des « facteurs de survie » cellulaires tels que l'ergostérol et le lanostérol. Ces stérols jouent un rôle important dans le maintien de la perméabilité sélective de la membrane cellulaire de la levure, qui devient critique lorsque la levure est exposée à une pression osmotique croissante et aux niveaux d'alcool dans le vin. En tant que déchet de son propre métabolisme, l'alcool est en fait très toxique pour les cellules de levure. Les levures présentant de faibles facteurs de survie et dépourvues de stérols peuvent succomber à ces conditions avant de faire fermenter le vin et laissant la fermentation bloquée.
Les levures de culture lyophilisées et disponibles pour l'inoculation du moût de vin sont délibérément cultivées dans des laboratoires commerciaux dans des conditions de forte teneur en oxygène / faible teneur en sucre qui favorisent le développement des facteurs de survie. Une des raisons pour lesquelles certains viticulteurs préfèrent utiliser des levures inoculées est la prévisibilité de la fermentation en raison du niveau élevé de facteurs de survie que les levures cultivées sont assurées d’avoir sans nécessairement exposer le vin à des niveaux supplémentaires d’oxygène. Les viticulteurs utilisant des levures « ambiantes » résidant dans leur établissement vinicole peuvent ne pas avoir la même assurance quant aux facteurs de survie et peuvent devoir compenser avec d'autres techniques de vinification.
Les levures indigènes non-Saccharomyces ont souvent besoin d'une exposition beaucoup plus importante à l'oxygène pour développer des facteurs de survie. C'est pourquoi beaucoup de ces levures vivent souvent en oxydation sous forme de voile à la surface des cuves.

## Les défauts liés aux levures

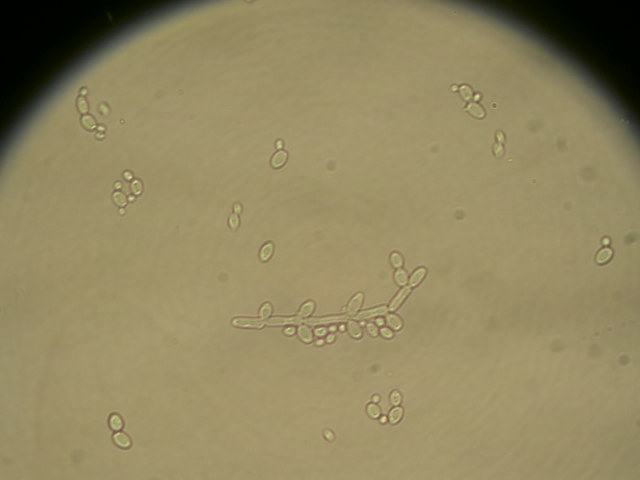
Un voile de levure comme Candida (photo) et Pichia peut recouvrir la surface d'un vin et va non seulement consommer la plus grande partie du dioxyde de soufre disponible pour protéger le vin, mais produire également des niveaux élevés d'acide acétique.

Que ce soit directement ou indirectement, la levure de vin peut être à l’origine d’un grand nombre de défauts du vin. Celles-ci peuvent inclure la présence de « faux-goûts » et d'arômes qui peuvent être le sous-produit de certaines fermentations de levure indigène telles que celles des espèces appartenant aux genres Kloeckera et Candida. Même la levure de vin commune Saccharomyces cerevisiae peut être à l'origine de certains défauts du vin avec certaines souches de levure connues pour produire des taux d'acide acétique, d'acétaldéhyde et de composés soufrés volatils supérieurs aux taux idéaux, tels que les thiols. En outre, toute levure peut avoir une faible tolérance aux carences nutritionnelles, aux fluctuations de température et à des niveaux extrêmes de sucre, soit excessifs soit faibles, pouvant conduire à une fermentation bloquée.
En présence d'oxygène, plusieurs espèces de Candida et de Pichia peuvent créer un voile sur le vin dans le tonneau. Si elles ne sont pas contrôlées, ces levures peuvent rapidement épuiser les composés soufrés libres disponibles qui protègent le vin de l'oxydation et d'autres attaques microbiennes. La présence de ces levures est souvent identifiée par des niveaux élevés d'acidité volatile, en particulier l'acide acétique. Certaines souches de Pichia métaboliseront l'acide acétique (ainsi que l'acétate d'éthyle et l'acétate d'isoamyle pouvant également être produits), ce qui aura pour effet secondaire de diminuer sensiblement l'acidité titrable et de déplacer le pH du vin vers le haut pour que le vin soit sujet aux attaques d'autres altérations de microbes. Appelées communément « voile de levure », ces levures se distinguent des levures de Xérès (flor) qui est généralement bien accueillie par les vignerons qui produisent les vins fins de style fino.
La croissance de nombreuses levures indigènes défavorables est généralement ralentie aux basses températures de cave, de sorte que de nombreux viticulteurs qui souhaitent inhiber l'activité de ces levures avant la levure Saccharomyces, plus favorable, refroidissent souvent leur moût, comme la pratique du « trempage à froid » du moût lors d'une macération pré-fermentaire à des températures comprises entre 4 et 15 °C. Bien que certaines espèces, telles que Brettanomyces, ne soient pas inhibées et puissent même se développer pendant une longue période de trempage au froid.

### Brettanomyces

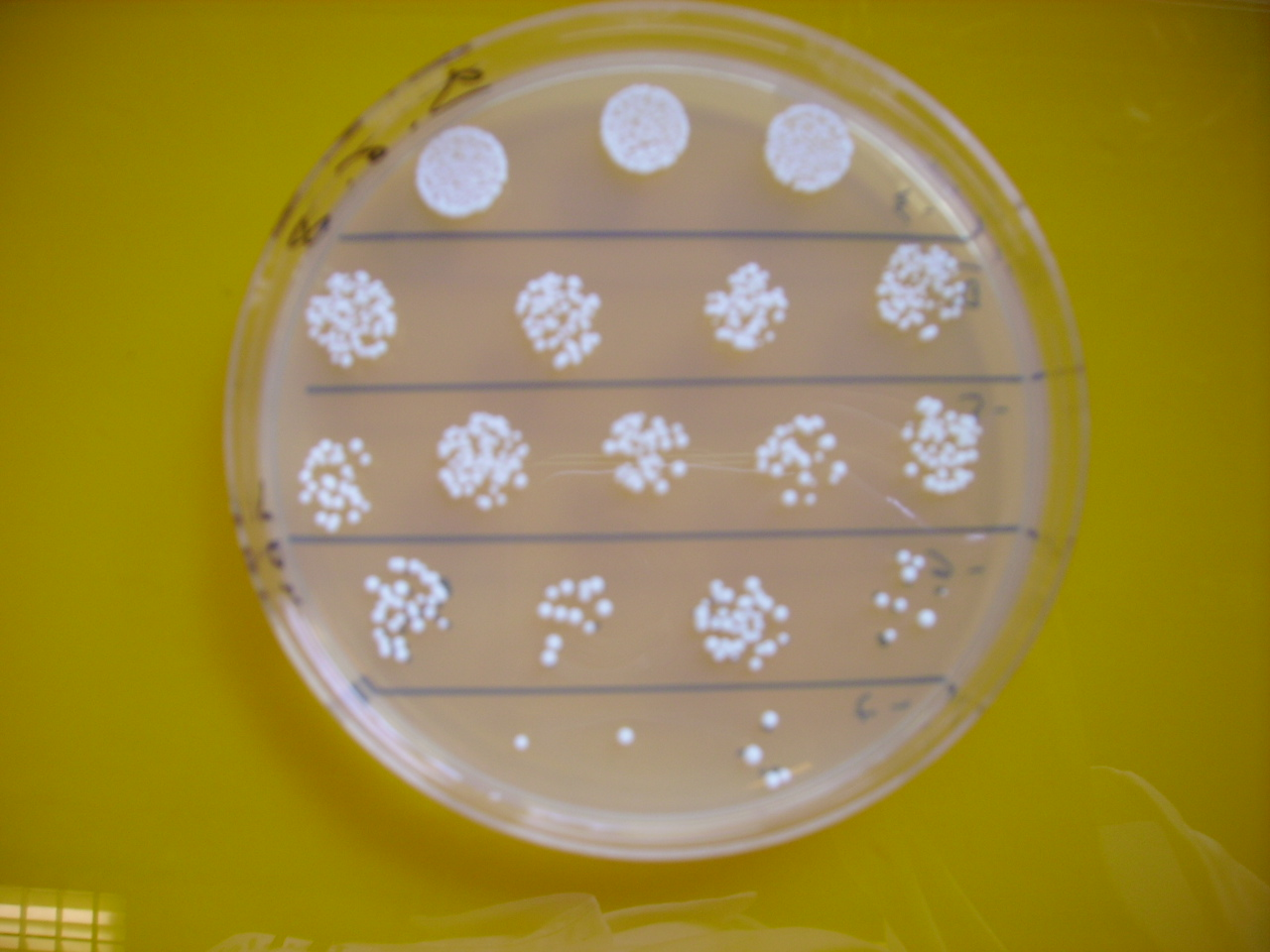
Alors que certaines régions viticoles voient l'influence de Brettanomyces sur le vin, en quantité limitée, comme une complexité supplémentaire, de nombreux viticulteurs considèrent la présence d'espèces de Brettanomyces telles que Brettanomyces bruxellensis (photo) comme un aspect négatif à contrôler.

La levure de vin Brettanomyces (ou « Brett ») produit des composés aromatiques très distinctifs, le 4-Ethylphenol (4-EP) et le 4-Ethylguaiacol (4-EG), qui peuvent donner au vin des odeurs de « basse-cour », de « selle mouillée » ou de « pansement ». Pour certains viticulteurs et avec certains styles de vin (comme le pinot noir de Bourgogne), une quantité limitée de ces composés peut être considérée comme un aspect positif ajoutant de la complexité au vin. Pour les autres vignerons et les autres styles de vin (comme le riesling de la Moselle), la présence de tout Brett sera considérée comme une faute. Les mouches des fruits sont un vecteur commun dans le transfert de Brettanomyces entre les fûts et même avec les vignobles à proximité.
En tant que levure de fermentation, les Brettanomyces peuvent généralement faire fermenter un vin jusqu'à 10-11 % d'alcool avant leur disparition. Parfois, les Brettanomyces déjà présents dans un vin inoculé avec Saccharomyces cerevisiae rivalisent avec la souche Saccharomyces et même l'inhibent en raison des niveaux élevés d'acide acétique, d'acide décanoïque et d'acide octanoïque que de nombreuses souches de Brettanomyces peuvent produire.
Une fois que les Brettanomyces sont dans un établissement vinicole, il est très difficile de le contrôler même avec une hygiène stricte et la mise au rebut des fûts et des équipements qui étaient auparavant en contact avec le vin. En effet, de nombreuses espèces de Brettanomyces peuvent utiliser une grande variété de sources de carbone dans le vin et le moût de raisin, y compris l’éthanol, pour le métabolisme. De plus, les Brettanomyces peuvent produire une large gamme de sous-produits qui peuvent influencer le vin au-delà des seuls composés 4-EP et 4-EG mentionnés précédemment. Beaucoup de ces composés, tels que les « empreintes » des 4-EP et 4-EG, resteront dans le vin même après la mort des cellules de levure et seront éliminés par soutirage et filtration stérile.